# عشاق (شهر)
عشاق (به ترکی استانبولی: Uşak) شهری است در ترکیه که در استان عشاق واقع شده‌است. جمعیت این شهر بر اساس سرشماری سال ۲۰۰۸ میلادی ۱۷۳٬۰۵۳ نفر و بر اساس برآوردهای سال ۲۰۰۹ میلادی ۱۷۳٬۳۹۷ نفر می‌باشد.